# ريناتا مورتل
ريناتا مورتل (بالمجرية: Mörtel Renáta)‏ مواليد 12 أكتوبر 1983 في بودابست، هي لاعبة كرة يد مجرية. مثلت منتخب المجر لكرة اليد للسيدات.